# Elettra Ferretti
Elettra Ferretti (Napoli, 5 febbraio 1993) è un'ex cestista italiana.

## Carriera
Guardia di 175 cm, ha giocato in Serie A1 con Pozzuoli.